# Freddy Fender
Freddy Fender (San Benito, Texas, 4 de junio de 1937 - Corpus Christi, Texas, 14 de octubre de 2006) fue un cantante estadounidense de ascendencia mexicana, heredero de dos culturas diferentes. Se perfiló como intérprete de rock and roll, música country y música Pop. Fue reconocido por los premios Grammy por su trayectoria como solista e integrante de los grupos  The Texas Tornados y Los Super Seven.

## Biografía
Su nombre real fue Baldemar Huerta Medina. Nació el 4 de junio de 1937 en San Benito, al sur de Texas. Hijo de inmigrantes mexicanos. Viajó al lado de sus padres a lo largo de la Unión Americana. A la escasa edad de 5 años improvisó con una lata de sardinas y alambres una guitarra casera. A los 10 años ganó su primer premio al interpretar en un programa de aficionados en la estación KGBS-AM, la canción "Paloma Querida" (de José Alfredo Jiménez), el premio consistió en una canasta de alimentos con un valor de $10 USD. 
A la edad de 16 años Baldemar abandonó la escuela y se enroló en la Marina de Estados Unidos, donde permaneció por un espacio de tres años. Pronto regresó a Texas y comenzó a cantar en clubes nocturnos (bares) a lo largo de sur americano, preferentemente ante público latino. Ya para 1957 era conocido como "The Bebop Kid", y lanzó dos temas en español -originales de Elvis Presley y Harry Belafonte-, que le dieron fama relativa entre el público hispano. Estos fueron "Don't be cruel" y "Jamaica Farewell". En 1959 Baldemar cambió su nombre por el de Freddy Fender, tomó el apellido Fender de su guitarra y Freddy debido a la armonía fonética lograda. Un dato interesante fue el que grabó por aquellos años una canción de nombre "Holy One" u "Only One" bajo el nombre de Scotty Wayne.

## Éxito inicial
Durante el mismo año, grabó la balada blues, "Wasted Days and Wasted Nights" cuyo título en español fue "Noches y Días perdidos" y el mismo se grabó en México por el grupo Los Rogers hacia 1961. Curiosamente, a principio del mismo año, lanzó un disco bajo el sello Falcon Records, llamado "Rock N Roll" con el nombre de Eddie Medina y Los Shades, según él, quiso tomar su apellido materno y acoplarlo al nombre de Eddie, ya que el nombre le había agradado. Los Shades fue elegido en razón a que su grupo acompañante, usaban gafas para el sol. Sin embargo, pese a que "Wasted Day and Wasted Nights" le dio fama casi inmediata, el tema fue retirado del aire, debido a que en mayo de 1960 fue detenido junto con un miembro de su banda bajo los cargos de posesión ilegal de Marihuana, en la localidad de Baton Rouge, Lousiana. Fue remitido a la Prisión Estatal de mismo estado en donde permaneció recluido durante dos años. Fue la intervención del gobernador del estado, el Sr Jimmie Davis (quien casualmente también era compositor musical) quien logró su libertad. No obstante a su liberación bajo palabra, Davis le solicitó permanecer alejado del ámbito musical mientras se definía su estado legal, aunque en 1990 al ser entrevistado por Terry Gross de la NPR , Fender manifestó que la condición bajo palabra para su liberación, se fundaba en alejarse de los sitios donde se sirviera alcohol.
Ya a finales de la década de los 60, Fender se encontraba de regreso en Texas trabajando como mecánico, y asistiendo a un colegio de educación básica, mientras que sólo tocaba música los fines de semana.

## Número uno del Pop y Country
En 1974, Fender grabó: "Before The Next teardrop Falls", el sencillo fue elegido para su distribución nacional, y se convirtió en éxito en las listas de popularidad de la música Country. Sus siguientes 4 sencillos incluyeron una nueva versión para "Wasted Days and Wasted Nights", siendo todos ellos éxitos número uno en las listas de popularidad Country.
Durante los siguientes meses, Fender tuvo un número mayor de éxitos del mismo género, incluyendo los temas "Before The Next Teardrop Falls", "Wasted Days and Wasted Nights"; "Secret Love" (1975) y "You'll lose A Good Thing"(1976). Logró otros 10 éxitos más en Country con "Since I Met You Baby"(1975), "Vaya con Dios"(1976), "Livin'It Down" (1976), y "The Rains Came"(1977). De 1975 a 1983 Fender logró colocar 21 éxitos de música Country.
En 1975 fender grabó "Camarón" "Hombre" y "Al Despertar", tres "covers" con la orquesta Narváez, con arreglos de Dewell Narváez, siguiendo la corriente que se gestaba de salsa neoyorquina. En esta ocasión, Fender dio poco crédito a Dewell Narváez, quien un año más tarde haría su primer y único LP titulado "Reincarnation".

## Muerte y legado
Freddy Fender se sometió en 2002 a un trasplante de riñón, donado por su hija, y a un trasplante de hígado en 2004. Sin embargo, su estado siguió empeorando. Él sufría de un "cáncer incurable" y tenía tumores en sus pulmones. El 31 de diciembre de 2005, Fender realizó su último concierto y reanudó la quimioterapia.
Murió en 2006 a la edad de 69 años de cáncer de pulmón en su casa en Corpus Christi, Texas, con su familia a su lado. Fue enterrado en su ciudad natal de San Benito.
La cobertura de noticias internacionales sobre su fallecimiento citó un deseo tantas veces expresado por el cantante para convertirse en el primer méxico-americano incluido en el Country Music Hall of Fame, a los periodistas señaló que la inducción póstuma seguiría siendo una posibilidad.
El Freddy Fender Museum y el The Conjunto Music Museum (Museo del Conjunto de Música) abrieron sus puertas el 17 de noviembre de 2007 en San Benito. Ellos comparten un edificio con el Museo Histórico de San Benito. Su familia se comprometió a continuar con el Fondo de Becas de Freddy Fender y otras causas filantrópicas de las que el músico era un apasionado.

## Premios
- Premios Grammy (1990 - 1998 - 2002)

## Discografía parcial
- 1960 - Eddie Medina con Los Shades [Falcon Records]

1. Mi Nena
2. Que Mala
3. Lucy, Lucy
4. Dime Si Me Vas A Ver
5. No Esta Aquí
6. Acapulco Rock
7. Desde Que Conozco
8. No La Vuelve A Ver
9. Que Soledad
10. Tequila Rock
11. No Quiero Nada Con Tu Amor
12. Dices Que Me Quieres

- 1974 - Before The Next Teardrop Falls

1. Roses Are Red
2. I'm Not A Fool Anymore
3. Please Don't Tell Me How The Story Ends
4. You Can't Get There From Here
5. I Love My Rancho Grande
6. Wasted Days And Wasted Nights
7. I Almost Called Your Name
8. Before The Next Teardrop Falls
9. Wild Side Of Life
10. After The Fire Is Gone
11. Then You Can Tell Me Goodbye

- 1975 - Grabado dentro de la prisión estatal de Luisiana [Power Pak]

1. My Happy Day Have Gone
2. Our Pledge Of Love
3. I Hope Someday You'll Forgive Me
4. Hello Loneliness
5. My River
6. Quit Shucking me Baby
7. Bye Bye LIttle Angel
8. The Village Queen
9. Carmella
10. Oh My Love
11. Blow Of Your Love
12. Gonna Be Looking

- 1975 - Before The Next Teardrop Falls [MCA]

1. Roses Are Red
2. I'm Not A Fool Anymore
3. Please Don't Tell Me How The Story Ends
4. You Can't Get There From Here
5. I Love My Rancho Grande
6. Wasted Days And Wasted Nights
7. I Almost Called Your Name
8. Before The Next Teardrop Falls
9. Wild Side Of Life
10. After The Fire Is Gone

- 1975 - Are You Ready For Freddy?

1. Secret Love
2. Loving Cajun Style
3. Take Your Time
4. I Can't Put My Arms Around a Memory
5. Cielito Lindo Is My Lady
6. Begging to You
7. What'd I Say
8. How Much Is That Dog in the Window
9. Teardrops in My Heart
10. You Came in the Winter of My Life
11. I'm Not Through Loving You Yet
12. Goodbye Clothes

- 1975 - Since I Met You Baby

1. Since I Met You Baby
2. A Man Can Cry
3. Louisiana Blues
4. Crazy Baby
5. I'm Gonna Leave
6. Little Mama
7. You're Something Else For Me
8. Too Late To Remedy
9. Find Somebody New
10. Go On Baby (I Can Go On Without You)
11. Wild Side Of Life

- 1976 - Rock 'N' Country

1. Vaya Con Dios
2. You'll Lose a Good Thing
3. I Need You So
4. Mathilda
5. My Happiness
6. Just Out of Reach of My Two Open Arms
7. Rains Came
8. Take Her a Message
9. Since I Met You Baby
10. Big Boss Man
11. I Can't Help It If I'm Still in Love With You

- 1976 - Your Cheatin' Heart

1. Let The Good Times Roll
2. High School Dance
3. You Don't Have To Go
4. Lovers' Quarrel
5. Three Wishes
6. Your Cheatin' Heart
7. Crazy Kat
8. I Got A Woman
9. Whip It On Me

- 1976 - If You're Ever In Texas

1. Don't Do It Darling
2. It's All In The Game
3. San Antonio Lady
4. What A Difference A Day Made
5. Living It Down
6. Pass Me By (If You're Only Passing Through)
7. If You're Ever In Texas
8. Sometimes
9. Just One Time
10. It's Too Late
11. 50's Medley: Donna / For Sentimental Reasons /You're Mine / Cherry Pie / Sincerely / Earth Angel / Angel Baby / Daddy's Home

- 1977 - The Best of Freddy Fender

1. Before The Next Teardrop Falls
2. Wasted Days And Wasted Nights
3. Secret Love
4. You'll Lose A Good Thing
5. Vaya Con Dios
6. Living It Down
7. Sugar Coated Love
8. Wild Side Of Life
9. Since I Met You Baby
10. The Rains Came
11. I Love My Rancho Grande
12. Mathilda

- 1977 - If You Don't Love Me

1. We'll Take Our Last Walk Tonight
2. Louisiana Woman
3. How Are Things With You
4. If You're Looking for a Fool
5. If That's the Way You Want It
6. If You Don't Love Me
7. Think About Me
8. I Don't Want to Be Lonely
9. Faking the Feeling
10. Love Rules the Heart
11. Your Loving Couldn't Take the Walking Out of My Shoes
12. I Don't Dream About You Anymore

- 1977 - Merry Christmas / Feliz Navidad

1. Please Come Home for Christmas
2. Pretty Paper
3. Love Gets Better at Christmas
4. If Christmas Comes to Your House
5. Blue Christmas
6. Christmas in the Valley
7. Santa! Don't Pass Me By
8. When They Ring Those Christmas Bells
9. I'll Be on the Chimney
10. Natividad (The Infant Song)

- 1978 - Swamp Gold [ABC]

1. The Clock
2. She's About A Mover
3. When It Rains It Really Pours
4. It's Raining
5. I'm Leaving It All Up To You
6. Tell It Like It Is
7. My Tears Are Falling Tonight Love
8. Talk To Me
9. These Arms Of Mine
10. Breaking Up Is Hard [To Do]
11. We've Got To Stop And Think It Over
12. Graduation Night (As You Pass Me By)
13. I'm Asking Forgiveness
14. Just A Moment Of Your Time
15. Please Mr. Sandman

- 1979 - Tex-Mex

1. You're Turning Down The Flame Of Love To Low
2. Leaning
3. If That's All That's Worrying You
4. Just Because
5. I Really Don't Want To Know
6. Walking Piece Of Heaven
7. She Came To The Valley
8. I'm A Fool To Care
9. She's Gone
10. Sweet Summer Day
11. Forgive
12. Cajun Stomp

- 1979 - The Texas Balladeer

1. Yours
2. Squeeze Box
3. My Special Prayer
4. Walk Under A Snake
5. Trapped
6. Share Your Love
7. He's Got Nothing On Me But You
8. Gotta Travel On
9. Turn Around
10. Rock Down In My Shoe

- 1980 - Together We Drifted Apart
- 1982 - The Border Soundtrack
  - Across The Borderline (with Ry Cooder)
- 1991 - The Freddy Fender Collection (re-recordings)

1. Wasted Days and Wasted Nights
2. It's All in the Game
3. Since I Met You Baby
4. I Can't Stop Loving You
5. Before the Next Teardrop Falls
6. Tell It Like It Is
7. Secret Love
8. You'll Lose a Good Thing
9. Pledging My Love
10. Vaya con Dios

- 1991 - Favorite Ballads

1. Wasted Days and Wasted Nights
2. Release Me
3. Welcome To My World
4. Talk to Me
5. I Can't Stop Loving You
6. Since I Met You Baby
7. It's All In The Game
8. Please Help Me I'm Falling
9. Secret Love
10. Tell It Like It Is
11. Pledging My Love
12. Before The Next Teardrop Falls
13. Green Green Grass of Home
14. You Lose a Good Thing
15. Crying Time
16. She Thinks I Still Care
17. Help Me Make It Through The Night
18. I'm So Lonesome I Could Cry
19. Vaya Con Dios
20. Together Again
21. Make The World Go Away
22. You Win Again
23. Funny How Time Slips Away
24. Then You Can Tell Me Goodbye

- 2004-Freddie Fender Live

1. Wasted Days and Wasted Nights
2. Before The Next Teardrop Falls